# Ungerundeter zentralisierter fast geschlossener Vorderzungenvokal
Lautliche und orthographische Realisierung des ungerundeten zentralisierten fast geschlossenen Vorderzungenvokals in verschiedenen Sprachen:
- Deutsches [ɪ]: kurzes i
  - Beispiel: Mitte [ˈmɪtə]
- Niederländisches [ɪ]: i
  - Beispiel: ik [ɪk]
- Ukrainisches [ɪ]: и
  - Beispiel: кит [kɪt]

Im Deutschen kommt auf dieser Stelle neben [ɪ] auch [i] (ungerundeter geschlossener Vorderzungenvokal) vor.